# رشاد التميمي
رشاد الخطيب التميمي (1909-1977) هو سياسي فلسطيني. وُلِد في الخليل عام 1909، ودرس في الكلية الإسلامية في القدس عام 1928، ثم أصبح مسؤولاً عن دائرة الاقتصاد القومي في القدس والتي كانت تابعة للهيئة العربية العليا عام 1948، ثم تم تعيينه أميناً عاماً للجنة الوطنية في الخليل، وتم انتخابه في البرلمان الأردني في نيسان/أبريل 1950 حتى حزيران/يونيو 1954، ثم عُيّن عضوًا في مجلس الأعيان الأردني في الفترة الواقعة بين تشرين الثاني/نوفمبر 1955 وتشرين الأول/أكتوبر 1959، وأُعيد تعيينه عام 1963 لذات المنصب، ثم عُيِّن وزيراً للاقتصاد الوطني في نفس العام، وعُيّن وزير دولة في عامي 1972 و1973، ثم أصبح عضوًا في مجلس الاتحاد الوطني العربي، وتوفي في شباط/فبراير 1977.